# كينشيرو تانيأوكو
كينشيرو تانيأوكو (باليابانية: 谷奥 健四郎) (مواليد 28 مايو 1992)، هو لاعب كرة قدم كان يلعب كمدافع.

## وصلات خارجية
- كينشيرو تانيأوكو على موقع رابطة كرة القدم اليابانية للمحترفين (اليابانية)
- كينشيرو تانيأوكو على موقع قاعدة بيانات كرة القدم.إي يو (الإنجليزية)
- كينشيرو تانيأوكو على موقع Soccerway.com (الإنجليزية)
- كينشيرو تانيأوكو على موقع عالم كرة القدم.نت (الإنجليزية)